# 锡罗斯岛
锡罗斯岛（希臘語：Σύρος）是位于爱琴海基克拉泽斯群岛中的岛屿之一。位于雅典东南78海里（144公里）。岛屿面积为83.6平方公里，2021年人口数量为21,124人。行政上该岛属于南愛琴大區锡罗斯专区内的唯一市镇锡罗斯-埃尔穆波利。岛上的最大城镇为埃尔穆波利。
锡罗斯岛由自然美景和传统村镇所组成，全岛既有史前青铜时代典型的基克拉泽斯文化建筑，又有新古典主义影响的独特建筑。岛上最受欢迎的细沙滩，是西海岸的加利萨斯海滩（Galissas Beach），那是个水清见底的酒绿色浅海，两座山对峙形成一个面向爱琴海的海湾。公共汽车和出租车都可以开到离海滩很近的地方，那里还有餐厅、酒吧。如果在旺季海滩人多，游客还可以选择去南边的米嘉罗斯村（Megas Gialos） 或者菲尼卡斯村的海滩（Finikas）。

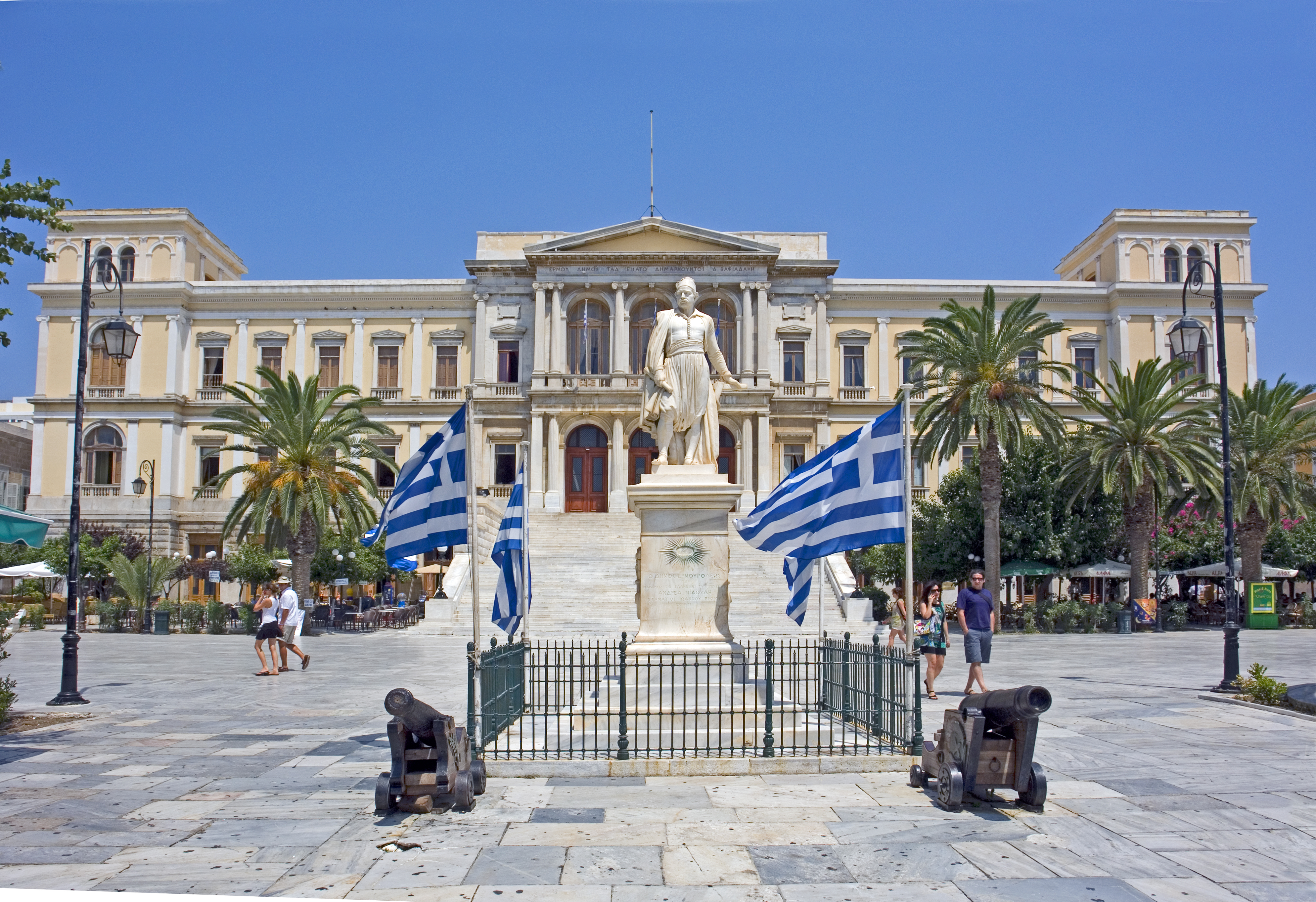
埃爾穆波利的市政廳
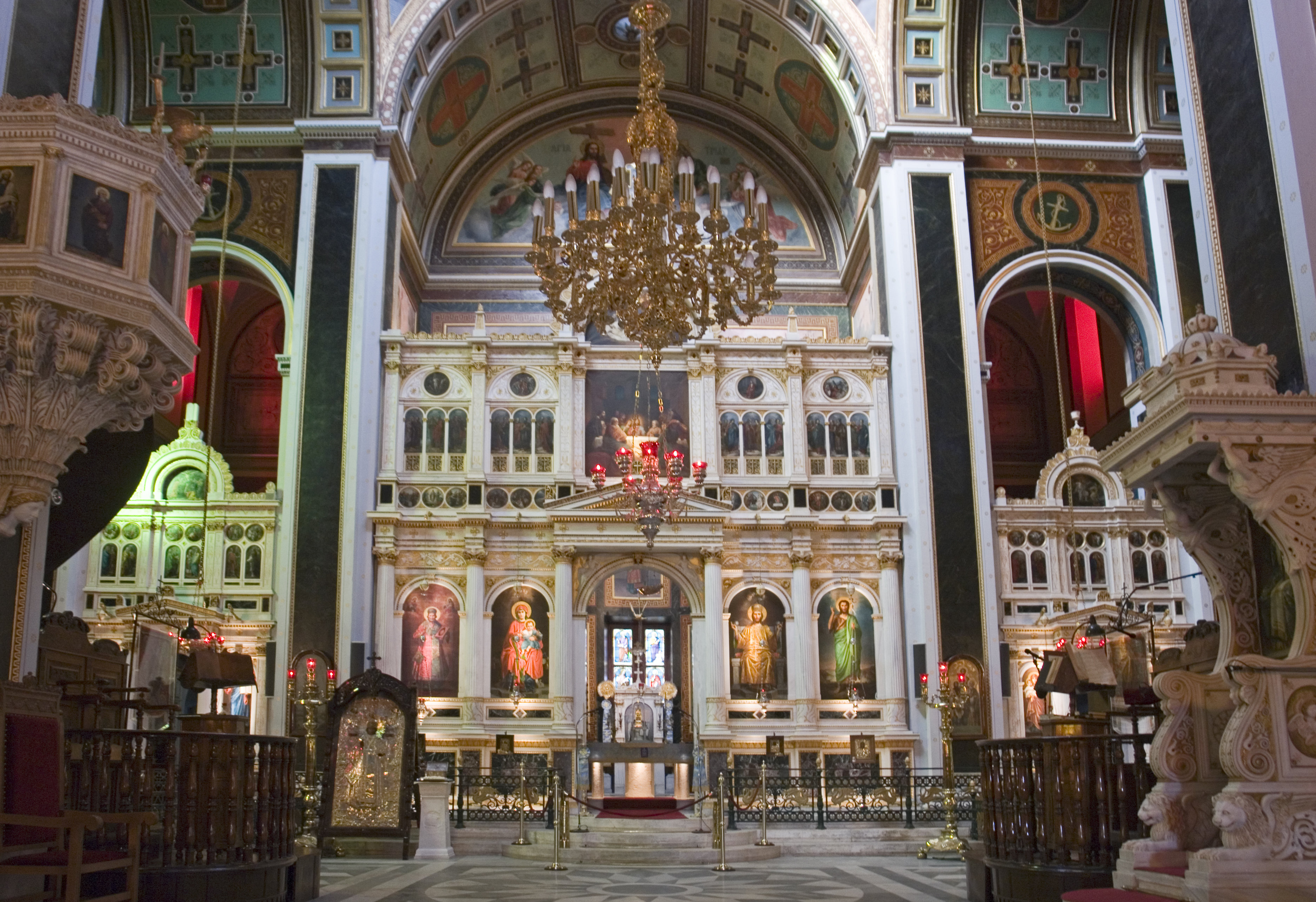
埃爾穆波利的聖尼古拉教堂內部
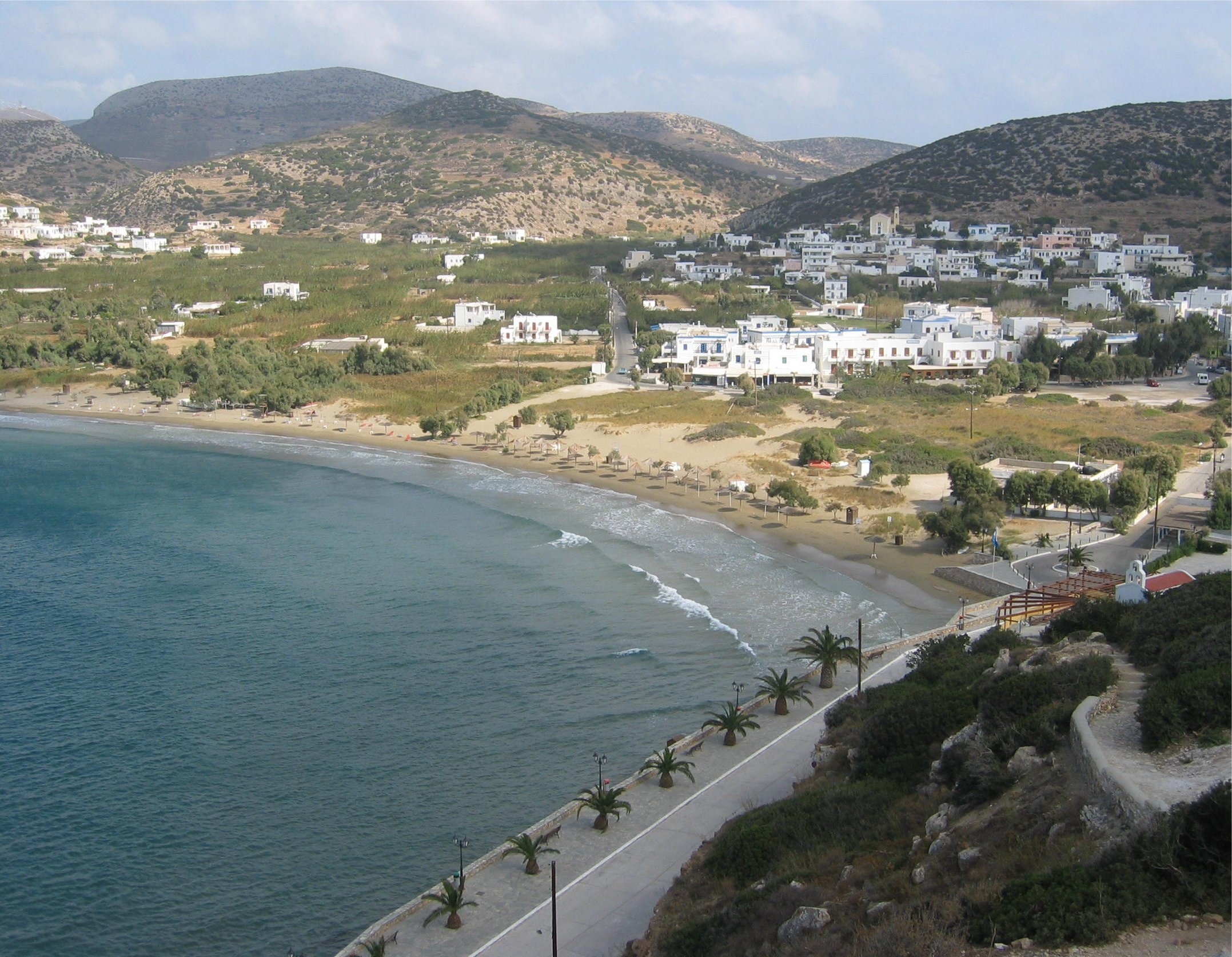
加利萨斯海滩

## 著名的锡罗斯人
- 澤麥特里烏斯·維凱拉斯（1835–1908）